# تاريخ تيمور الشرقية
تيمور الشرقية هي دولة تقع في جنوب شرق آسيا وأوقيانوسيا تُعرف باسم جمهورية تيمور الشرقية الديمقراطية. تتألف الدولة من النصف الشرقي من جزيرة تيمور وجزيرتَي أتورو وجاكو المجاورتين. يُعتقد أن السكان الأوائل ينحدرون من شعوب أسترالويد وميلانيزيا. بدأ البرتغاليون التجارة مع تيمور في أوائل القرن السادس عشر واستعمروها طوال منتصف القرن. أدت المناوشات مع الهولنديين في المنطقة في النهاية إلى معاهدة عام 1859 التي تنازلت البرتغال من أجلها عن النصف الغربي من الجزيرة. احتلت الإمبراطورية اليابانية تيمور الشرقية خلال الحرب العالمية الثانية، لكن استأنفت البرتغال سلطتها الاستعمارية بعد استسلام اليابان.
أعلنت تيمور الشرقية استقلالها عن البرتغال في عام 1975، لكن غزتها إندونيسيا بعد ذلك. دُمجت البلاد لاحقًا كمقاطعة إندونيسية. تبع ذلك حملة تهدئة خلال الاحتلال اللاحق الذي استمر عقدين. على الرغم من الاستثمارات الكبيرة التي أجرتها إندونيسيا في البنى التحتية أثناء احتلالها لتيمور الشرقية، لكن كان هناك استياء كبير منتشر بين السكان. حدثت بين عامَي 1975 و1999 حوالي 102800 حالة وفاة مرتبطة بالنزاع (حوالي 18600 حالة قتل و84200 حالة وفاة ناتجة عن الجوع والمرض)، وكان معظمها أثناء الاحتلال الإندونيسي.
في عام 1999، في استفتاء برعاية الأمم المتحدة، صوتت الغالبية العظمى من التيموريين الشرقيين لصالح الاستقلال عن إندونيسيا. مباشرة بعد الاستفتاء، بدأت الميليشيات التيمورية المناهضة للاستقلال (التي نظمها ودعمها الجيش الإندونيسي) حملة الأرض المحروقة. قتلت الميليشيات حوالي 1400 تيموري ودفعت 300 ألف شخص بالقوة إلى تيمور الغربية كلاجئين. تدمرت غالبية البنية التحتية للبلاد خلال هذا الهجوم. انتشرت القوة الدولية لتيمور الشرقية في البلاد ووضعت حدًا للعنف. بعد فترة انتقالية تديرها الأمم المتحدة، اعتُرف بتيمور الشرقية دوليًا كدولة مستقلة في عام 2002. وهي أفقر دولة في جنوب شرق آسيا بمعدل بطالة يبلغ 20%، ومعدل أمية حوالي ثلث السكان.

## الحكم البرتغالي
كان البرتغاليون هم أول الأوروبيين الذين وصلوا إلى المنطقة، وهبطوا بالقرب من ماكاسار الحالية. كان معظمهم تجارًا وصلوا بين عامي 1512 و 1515. ومع ذلك، فقط في عام 1556 أسست مجموعة من الرهبان الدومينيكانيين عملهم التبشيري في المنطقة، واستقروا شمالًا في سولور. قلصت الحرب مع هولندا سيطرة البرتغال في أرخبيل الملايو، وجعلتها قاصرة على جزر سوندا الصغرى. أدت الحروب اللاحقة إلى تقليص النفوذ البرتغالي، مع سقوط سولور عام 1613، وسقوط كوبانج في غرب تيمور عام 1653.
بحلول القرن السابع عشر، أصبحت قرية ليفاو (جزء من جيب أويكوسي حاليًا) مركز الأنشطة البرتغالية. في هذا الوقت، بدأ البرتغاليون في تحويل التيموريين إلى الكاثوليكية. ابتداء من عام 1642، بدأت حملة عسكرية بقيادة البرتغالي فرانسيسكو فرنانديز. كان الهدف من هذه الحملة هو إضعاف قوة ملوك تيمور، وحتى عندما بدأ التوباسيون (البرتغاليون السود) هذه الحملة، نجحت في مد النفوذ البرتغالي إلى داخل البلاد. في عام 1702 أصبح الإقليم رسميًا مستعمرة برتغالية، تُعرف باسم تيمور البرتغالية، وذلك عندما أرسلت لشبونة أول حاكم لها إليها، وأعلنت عاصمتها ليفاو. كانت السيطرة البرتغالية على الإقليم ضعيفة خاصة في المناطق الداخلية الجبلية. عارض كل من الرهبان الدومينيكان والتيموريون البرتغاليين. في عام 1769، سعيًا للسيطرة على التوباسيين، نقل الحاكم البرتغالي إدارته إلى جانب 1200 شخص من ليفاو إلى المدينة التي ستصبح ديلي لاحقًا. اقتصرت سيطرة المسؤولين الاستعماريين على ديلي، فقد اعتمدوا على القبائل القبلية التقليدية لفرض سيطرتهم وتأثيرهم.
بالنسبة لكل من البرتغال وهولندا، كانت تيمور ذات أولوية منخفضة مع وجود ضئيل خارج مدينتي ديلي وكوبانج. ومع ذلك، أدت الخلافات المستمرة حول مناطق النفوذ المتنافسة مع الهولنديين إلى عدد من المعاهدات التي تهدف إلى إضفاء الطابع الرسمي على الحدود وإزالة المقاطعات. تحددت الحدود بين تيمور البرتغالية وجزر الهند الشرقية الهولندية رسميًا في عام 1859 بموجب معاهدة لشبونة. تبع النصف الشرقي للبرتغال، جنبًا إلى جنب مع جيب الساحل الشمالي لأوكوسي. يوجد آراء متنافسة حول ما إذا كانت هذه الحدود تعكس الاختلافات الثقافية الموجودة. شهدت معاهدة 1859 سيطرة البرتغال على موبارا، حيث بدأ الهولنديون زراعة البن، في مقابل التخلي رسميًا عن مطالباتهم في سولور وفلوريس.
في عام 1844، أزيلت تيمور، إلى جانب ماكاو وسولور، من ولاية الهند البرتغالية. بعد بضع سنوات في عام 1850، أزيلت تيمور البرتغالية من ولاية حاكم ماكاو، قبل إعادتها إلى ولاية الهند البرتغالية في عام 1856. وفي عام 1863، أُعلنت ديلي كمدينة (على الرغم من أن الأخبار ربما لم تصل إلى المدينة حتى العام التالي)، وأصبحت تيمور الشرقية تابعة مباشرة لحكومة لشبونة. في عام 1866، أصبح الإقليم مرة أخرى تحت الولاية القضائية لماكاو. أدى تمرد عام 1887 في ديلي إلى وفاة الحاكم في ذلك الوقت. فُصل الإقليم عن ماكاو للمرة الأخيرة في عام 1896، وأصبحت مرة أخرى تحت سلطة لشبونة مباشرة، وأصبحت مقاطعة كاملة في عام 1909.
في ديسمبر 1910، تمرد التيموريون الشرقيون على البرتغال. جاءت قوات من موزمبيق مع نيران البحرية لقمع المتمردين. رُسمت الحدود النهائية من قبل لاهاي في عام 1914. أصبحت ماوكاتار جزءًا من تيمور البرتغالية خلال تلك الفترة. أصبح الباتاكا البرتغالي التيموري العملة الرسمية الوحيدة في عام 1915. أدت الصعوبات في الاتصالات والخدمات اللوجستية الناتجة عن الحرب العالمية الأولى إلى اضطرابات في التجارة، وأدت الصعوبات الاقتصادية وعدم القدرة على دفع الرواتب إلى ثورة صغيرة في عام 1919.
بالنسبة للبرتغاليين، كانت تيمور الشرقية أكبر بقليل من مركز تجاري مهمل حتى أواخر القرن التاسع عشر. كان الاستثمار في البنية التحتية والصحة والتعليم في حده الأدنى. كان يُنظر إلى الجزيرة على أنها وسيلة لنفي أولئك الذين اعتبرتهم الحكومة في لشبونة «مثيرون للمتاعب» ومن بينهم السجناء السياسيون والمجرمون العاديون. حكم البرتغاليون من خلال نظام تقليدي ليوراي (رؤساء محليين). كان خشب الصندل محصول التصدير الرئيسي، وأصبحت صادرات البن مهمة في منتصف القرن التاسع عشر. كان يميل الطابع الوحشي والاستغلالي على أماكن الحكم البرتغالي. في بداية القرن العشرين، دفع الاقتصاد المنزلي السيء البرتغاليين إلى محاولات استخلاص ثروات أكبر من مستعمراتهم.
كانت تيمور البرتغالية مكانًا لنفي المعارضين السياسيين والاجتماعيين الذين رُحلوا من العاصمة منذ أواخر القرن التاسع عشر. وكان من بينهم نسبة كبيرة من أعضاء الحركة اللاسلطوية والنقابية-اللاسلطوية، والتي كانت حتى الحرب العالمية الثانية أكثر الحركات اليسارية تأثيرًا في البرتغال. كانت موجات الترحيل الرئيسية إلى تيمور في أعوام 1896 و1927 و1931. واصل بعض النشطاء مقاومتهم حتى في المنفى. بعد الحرب العالمية الثانية، عُفي عن المنفيين الباقين وسُمح لهم بالعودة.
على الرغم من أن البرتغال كانت محايدة خلال الحرب العالمية الثانية، لكن في ديسمبر 1941، احتلت القوات الأسترالية والهولندية تيمور البرتغالية، والتي كانت تتوقع غزوًا يابانيًا. جر هذا التدخل العسكري الأسترالي تيمور البرتغالية إلى حرب المحيط الهادئ، لكنه أبطأ أيضًا من التوسع الياباني. عندما احتل اليابانيون تيمور، في فبراير 1942، أشركتهم قوة هولندية-أسترالية قوامها 400 فرد وأعداد كبيرة من المتطوعين التيموريين في حملة حرب عصابات استمرت عامًا واحدًا. بعد إجلاء الحلفاء في فبراير 1943، واصل التيموريون الشرقيون محاربة اليابانيين. كلف ذلك السكان المدنيين غاليًا، فقد أحرقت القوات اليابانية العديد من القرى وصادرت الإمدادات الغذائية. أدى الاحتلال الياباني إلى مقتل 40 ألف إلى 70 ألف تيموري.